# نرجس فخري
نرجس فخري (بالإنجليزية: Nargis Fakhri)‏ (من مواليد 20 أكتوبر 1979) هي عارضة أزياء وممثلة أمريكية في بوليوود.

## الحياة الشخصية
ولدت نرجس فخري في كوينز ولاية نيويورك من أم تشيكية وأب باكستاني ولكن والداها تطلقا عندما كان عمرها سبع سنوات . يعتبر الطبخ والتأمل واليوغا من الهوايات المفضلة.

## أفلامها
| السنة | الفيلم         | الدور            | ملاحظة                                                         |
| ----- | -------------- | ---------------- | -------------------------------------------------------------- |
| 2011  | روكستار (فيلم) | Heer Kaul        |                                                                |
| 2013  | Madras Cafe    | جايا             |                                                                |
| 2013  | الأن يصل البطل | Herself          | Special appearance in song "Dhating Naach"                     |
| 2014  | أنا بطلك       | عايشة            |                                                                |
| 2014  | المتعة         | نرجس             | Special appearance in song "Yaar Na Miley"                     |
| 2015  | Spy            | ليا              | فيلم هوليوودي                                                  |
| 2016  | Hera Pheri 3   | TBA              | Delayed                                                        |
| 2016  | Saahasam       | Herself          | لغة تاميلية film, special appearance in item song,film on hold |
| 2016  | Azhar          | Sangeeta Bijlani | Filming                                                        |
| 2016  | منزل ملئ 3     | TBA              | 3 من يونيو                                                     |
| 2016  | بانجو          | TBA              | Pre-Production                                                 |
| 2016  | ديشوم          | TBA              | Cameo, Pre-Production                                          |

## وصلات خارجية
- نرجس فخري على موقع IMDb (الإنجليزية)
- نرجس فخري على موقع قاعدة بيانات الأفلام العربية
- نرجس فخري على موقع أول موفي (الإنجليزية)
- نرجس فخري على موقع قاعدة بيانات الفيلم (الإنجليزية)
- نرجس فخري على موقع كينوبويسك (الروسية)